# Samba Sow
Samba Sow (Bamako, 29 de abril de 1989) é um futebolista profissional malinês que atua como meia.

## Carreira

### Lens
Sow se profissionalizou no RC Lens, em 2008 atuando no clube até 2013.

### Dínamo Moscou
Sow se transferiu para o Dínamo Moscou, em 2013.

## Seleção
Samba Sow representou o elenco da Seleção Malinesa de Futebol no Campeonato Africano das Nações de 2010, 2012, 2013 e 2017.

## Títulos
Mali
- Campeonato Africano das Nações: 2013 - 2º Lugar